# Académie
Pour les articles homonymes, voir Académie (homonymie).
Une académie est une assemblée de gens de lettres, de savants ou d’artistes reconnus par leurs pairs. Ces dites assemblées ont  pour mission de veiller aux règles, codes et usages dans leurs disciplines. Pour ce faire, les académies publient des ouvrages tels que des dictionnaires, des grammaires, etc.

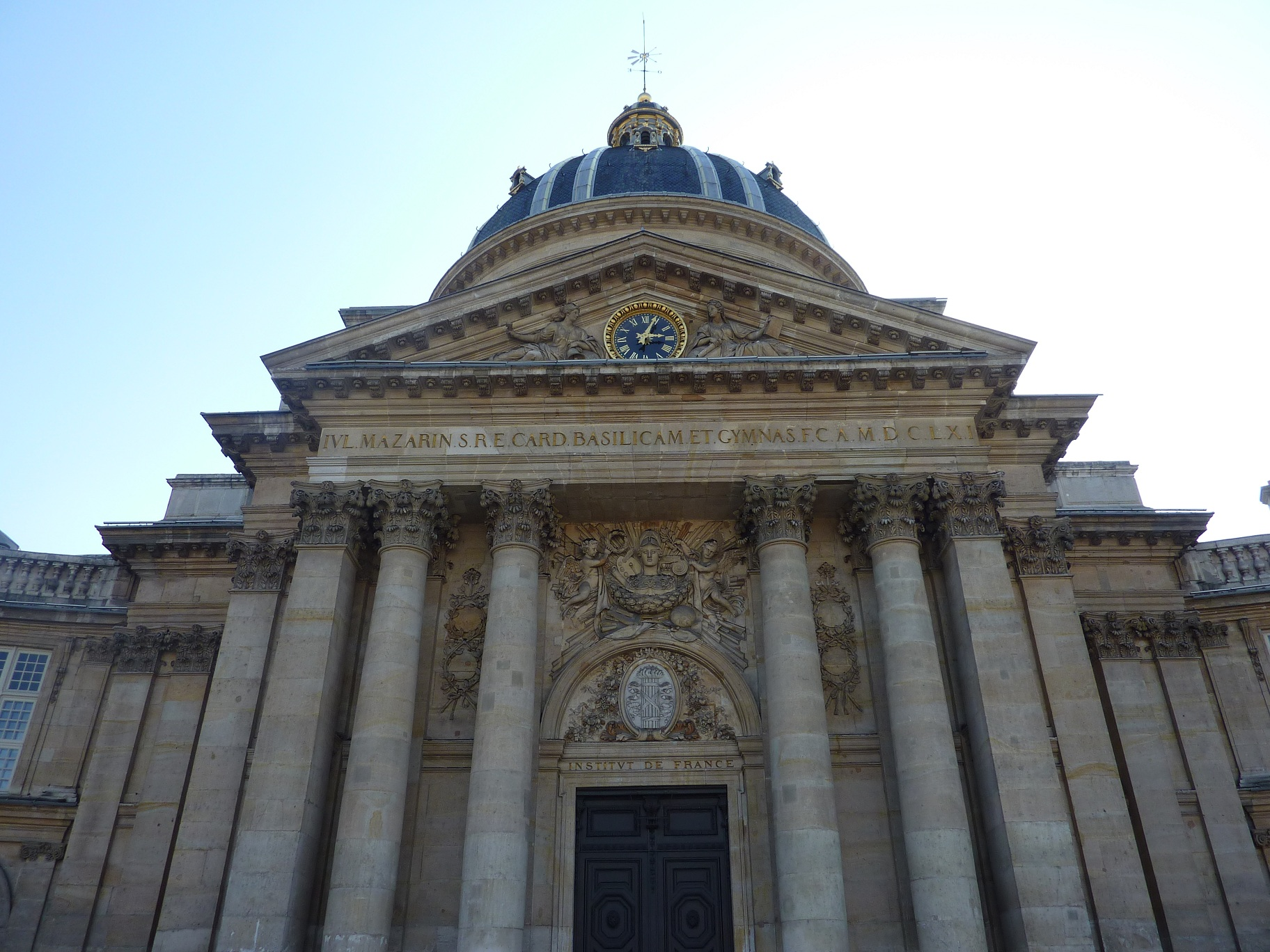
Fronton de l'Institut de France.

## Évolution du mot
« 
Ce qu'il y a de certain c'est que les écoles publiques ne sont pas l'invention de l'ère chrétienne. En jetant un regard rétrospectif sur l'histoire générale des temps antiques, on voit que ceux qui ont autrefois posé les bases des républiques et des 
monarchies, ont toujours pris un soin particulier de propager la connaissance des sciences et des lettres. Il est bien difficile aujourd'hui de remonter à l'origine des connaissances humaines et il est encore plus difficile d'en suivre l'enchaînement et d'en démêler les progrès à travers les premiers âges.
 »
— Félix Chavernac, Histoire de l'Université d'Aix, Édition 1889

### Durant l'Antiquité
Le mot Académie a été employé à l'origine pour désigner l’école philosophique que Platon a fondée à Athènes en 387 av. J.-C. C'est l'Académie de Platon.

### En Europe
L’Académie du dessin de Florence voit le jour en Italie vers 1563 à l’initiative de Giorgio Vasari. Ensuite, le terme est employé en France à partir du XVIIe siècle pour désigner une institution ayant une mission dans le domaine culturel. L’Académie française fondée en 1635 par Richelieu en est un exemple, tandis que l'Académie royale de peinture et de sculpture suit en 1648 l'exemple italien de l'Académie de Saint-Luc à Rome.
Par métonymie, une académie est un dessin de nu d'après un modèle vivant, tel qu'il se pratique dans l'enseignement des beaux-arts dans les Académies.

### Les académies protestantes auxXVIeetXVIIesiècles

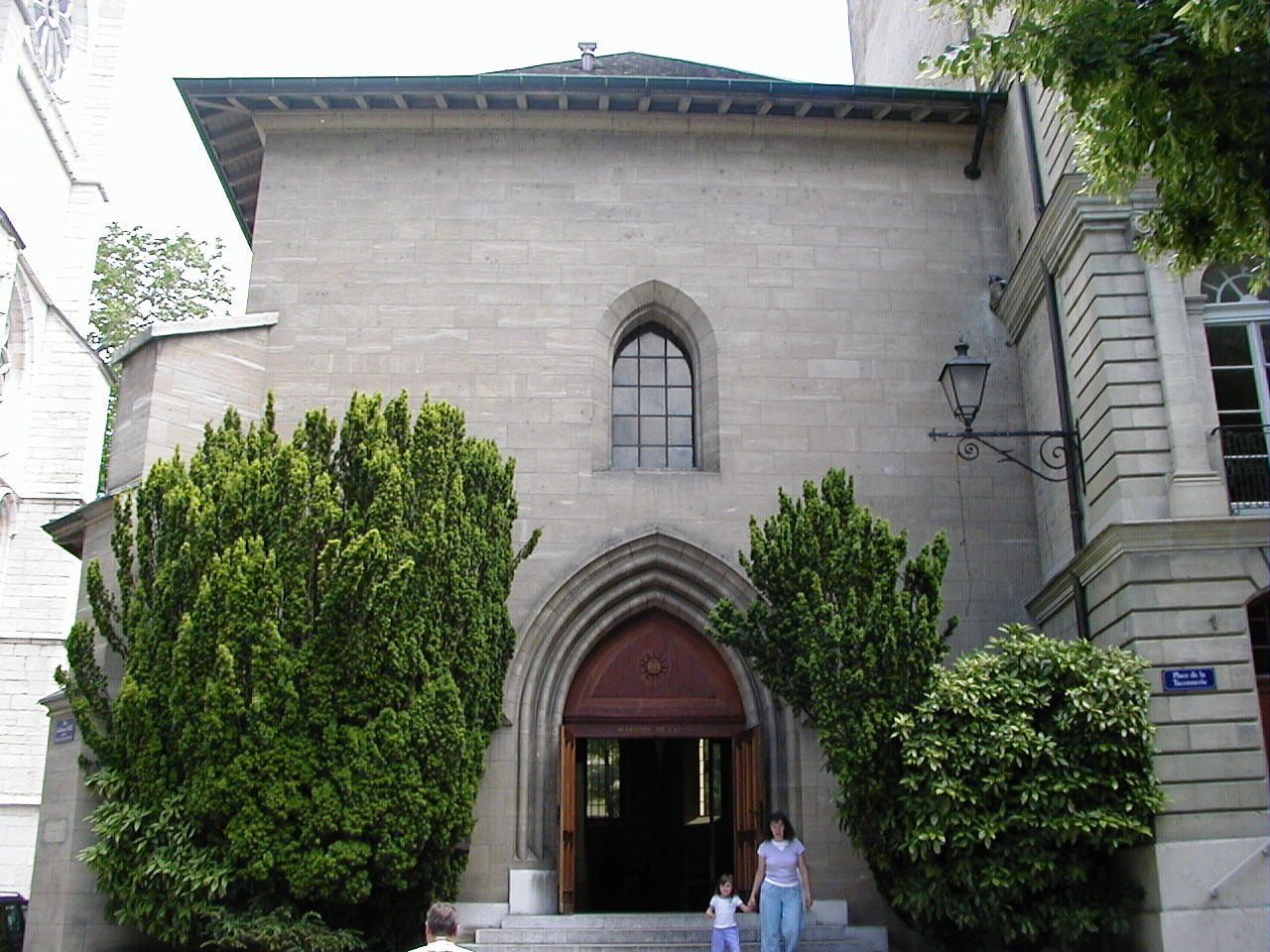
Auditoire de Calvin, siège de la première académie protestante en 1559

Les protestants français ouvrent des « académies », instituts d'enseignement supérieur, après l'édit de Nantes (1598). Ces académies, instituées sur le modèle de l’académie fondée par Calvin à Genève en 1559 sont au nombre de huit : il s'agit de l'Académie de Die,, l'Académie de Montauban et de Puylaurens, l'Académie de Saumur, l'Académie de Sedan, l'Académie de Montpellier, de Nîmes, d'Orthez (1566-1620) et d'Orange (1573). Ces académies sont conçues sur le modèle de l'Académie protestante de Strasbourg qui donnera elle-même naissance à l'université strasbourgeoise.
L’édit de Fontainebleau, qui révoque en 1685 l’édit de Nantes met fin à cette possibilité pour ce qui concerne les académies protestantes françaises. 
Des académies sont également fondées dans d'autres pays européens, à la même époque, comme l'Académie de Leyde aux Pays-Bas, l'Académie réformée de Gand, l'Académie de Genève, l'Académie de Lausanne, ou plus tardivement, l'Académie de Neuchâtel (1838). Celles-ci sont, depuis lors, devenues des universités.

### De nos jours
Une académie est également une circonscription administrative française des ministères de l'éducation, de l’enseignement supérieur et de la recherche, ainsi que d'autres institutions éducatives.

## La place des académies en France au cours de l'histoire
En France, les académies sont des pièces maîtresses des institutions françaises. La première académie de France est le collège du Gai Savoir de Toulouse fondée au Moyen Âge, devenue Académie des jeux floraux sous Louis XIV et toujours en activité aujourd'hui. Au niveau du pouvoir central, la première créée est l'académie de musique et de poésie de Baïf reconnue par Charles IX en 1570. Mais c'est l'Académie française fondée par Richelieu qui est considérée comme la première institution culturelle de ce genre mise en place par le pouvoir royal.

## Les académies italiennes de la Renaissance
L'académie est une institution culturelle qui connaît son apogée en Italie pendant la Renaissance. Le Vocabolario delli Academici della Crusca, imprimé à Venise en 1612, la définit comme « une assemblée d'hommes studieux ». Amedeo Quondam précise qu'« une académie apparait sous une forme institutionnelle seulement quand […] elle se donne un ensemble de règles (écrites ou parlées: en quelque sorte codifiées et implicitement/explicitement acceptées ». L'académie n'est pas simplement un groupe d'experts dans un domaine spécifique de connaissances qui se retrouvent pour discuter et approfondir leurs savoirs, et parfois pour les divulguer, l'identité de l'académie est structurée autour de quatre moments fondateurs : le choix de son nom, le nom de ses membres, la création d'un emblème (par ex. un blason) et l'élaboration de statuts. Habituellement, le « premier acte de l'académie qui souhaite adopter une organisation structurée (orale ou écrite), ou qui tout du moins veut faire connaitre son existence à autrui, est de concevoir un signe d'identité, une marque pour permettant sa reconnaissance immédiate comme académie ». Habituellement, les membres de l'académie portaient des pseudonymes en rapport avec son nom, ou du moins avec la même sémantique, qui leur permettaient de s'identifier comme en étant membre.
Les académies apparaissent dans les endroits où des personnes qui avaient des connaissances dans un domaine particulier se retrouvaient et en débattaient. Ce furent d'abord des lieux de conversations cultivées avant de se transformer au XVIIe siècle en institutions d'enseignement supérieur. Dans un premier temps, statistiquement, les académies privées furent plus nombreuses que les académies publiques. Les relations entre les cercles académiques et le pouvoir politique sont très variables, pouvant aller du l'approbation et de l'aide, y compris sur le plan financier, à un soutien effectif. Les moyens de financement étaient très divers. Dans certains cas, les ressources provenaient de la prodigalité d'un prince ou d'un noble mécène, mais elles pouvaient aussi venir de cotisations des membres.
En Italie, les académies étaient principalement des académies littéraires. Au XVIIe siècle, celles-ci représentaient 72,6 % de toutes les académies, suivies par celles dévolues aux exercices de chevalerie de la noblesse, au théâtre, aux sciences, à la musique, aux collèges, au juridique et pour terminer, figurent les académies ecclésiastiques. Apparues pendant la Renaissance en Italie, elles s'y développèrent considérablement et se disséminèrent. Amedeo Quondam remarque que les académies furent en fait « principalement une histoire italienne », remarque que reprend d'Alembert dans la définition du mot « Académie » de son Encyclopédie. Il y note que « L'Italie a plus d'académies que le reste du monde. Il n'y a pas de ville d'une certaine importance où il n'y a pas assez d'étudiants pour constituer une académie et qui, de fait, n'en constitue pas ». Au XVIIIe siècle, l'Italie est perçue par les Européens comme le pays des académies.

## Académies internationales
L'Academia Europaea voit le jour en 1998, soit 93 ans après l'Akademio de Esperanto (Académie de la langue expérimentale) qui s'avère être la première académie internationale.

## Académies talmudiques
Les académies talmudiques ont existé du IIIe au XIe siècle en Babylonie autour des rabbins de cette époque et ont permis le développement du Talmud et plus généralement de la pensée juive.

## Liste des académies les plus célèbres
En France, les plus connues sont :
- Académie française
- Académie des Jeux floraux, sans doute la plus ancienne société littéraire connue du monde occidental
- Académie des Beaux-Arts
- Académie des arts et techniques du cinéma qui décerne chaque année un trophée appelé César
- Académie royale de peinture et de sculpture, en France sous l'Ancien Régime

En général :
- 1563 : Académie du dessin de Florence, Accademia dell'Arte del Disegno devenue Accademia di Belle Arti di Firenze
- 1577 : Accademia di San Luca, académie des beaux-arts de Rome
- 1583 : Accademia della Crusca, académie de la langue italienne (toscane initialement), la plus ancienne académie linguistique d'Europe
- 1585 : Académie nationale Sainte-Cécile, académie musicale de Rome
- 1603 : Académie des Lyncéens, académie scientifique de Rome
- 1608 : Académie Delia, académie de chevalerie de Padoue
- 1635 : Académie française, fondée par Richelieu
- 1648 : Académie des beaux-arts
- 1652 : Academia Naturae Curiosorum dite Leopoldina, académie scientifique du Saint Empire
- 1657 : Accademia del Cimento, à Florence, l'académie de l'Expérimentation scientifique
- 1660 : Royal Society, académie scientifique de Londres
- 1663 : Académie des inscriptions et belles-lettres
- 1666 : Académie de France à Rome - Villa Médicis
- 1666 : Académie des sciences, fondée par Colbert
- 1671 : Académie royale d'architecture
- 1690 : Académie d'Arcadie, académie littéraire de Rome
- 1700 : Académie royale des sciences de Prusse
- 1713 : Académie royale espagnole, académie linguistique de la langue espagnole
- 1725 : Académie de Saint-Pétersbourg
- 1731 : Académie d'Édimbourg (Écosse).
- 1752 : Académie de Marine à Brest
- 1757 : Académie des Sciences de Turin
- 1761 : Académie d'Agriculture de France
- 1768 : Royal Academy, académie royale britannique des beaux-arts
- 1776 : Académie des beaux-arts de Brera, à Milan
- 1795 : Académie des sciences morales et politiques
- 1886 : Académie royale de langue et littérature néerlandaises (Gand)
- 1904 : American Academy of Arts and Letters
- 1906 : Real Academia Galega (Académie royale de la langue galicienne) ;
- 1907 : Institut d'Estudis Catalans (Académie de la langue et des sciences catalanes) ;
- 1920 : Académie royale de langue et de littérature françaises de Belgique
- 1922 : Académie des sciences d'outre-mer (France)
- 1976 : Euskaltzaindia (Académie de la langue basque).
- 1983 : Académie de l'air et de l'espace
- 1996 : Liechtenstein Physical Society
- 1996 : Academy of Interactive Arts and Sciences

## Dans la culture
En dehors de l'Institut de France et des cinq académies (voir pour celles-ci les pages Wikipédia correspondantes), d'autres académies sont représentées dans la culture :

### Littérature
- La comédie-vaudeville L'Académicien de Pontoise (1848) d'Antoine-François Varner et Varin[11].